# Nie zatrzymam się
"Nie zatrzymam się" – ballada rockowa pochodząca z albumu Mój dom. Jest drugim co do długości utworem znajdującym się na płycie; trwa 4 minuty i 21 sekund. Dłuższym utworem jest Nie uciekaj (4.35). Kompozycja została zamieszczona na czwartej pozycji na krążku i jest pierwszą w kolejności balladą.
Utwór Nie zatrzymam się jest jedną z najbardziej popularnych ballad rockowych w dorobku zespołu. Melodię i tekst napisał sam zespół. Utwór utrzymany jest w dość łagodnym i  bardzo melodyjnym rockowym brzmieniu, połączonym z dość długą melodyjną gitarową solówką w wykonaniu gitarzysty Piotra Łukaszewskiego.
Tekst utworu opowiada o sytuacji w jakiej zespół znajdował się w okresie między pierwszą płytą (która przeszła bez echa) a drugą. Mimo jednak pierwszej porażki, zespół nie poddawał się i wciąż bardzo chciał grać i komponować. Nagrywanie drugiej płyty zespołu Mój dom, było bojem o przetrwanie na rynku. Płyta okazała się wielkim sukcesem, a utwór Nie zatrzymam się jednym z najpopularniejszych i najbardziej rozpoznawalnych utworów grupy, który także bardzo dobrze radził sobie na listach przebojów, zdobywając m.in. pierwsze miejsce na najbardziej prestiżowej liście przebojów programu III.
Utwór był bardzo często grany także podczas akustycznych koncertów zespołu, m.in. na koncercie "Bez prądu" w kwietniu 1994 roku w radiu Łódź. Kompozycja trafiła również na obie płyty koncertowe, gdzie odpowiednio na pierwszej trwa 3 minuty i 57 sekund (czyli został znacznie szybciej zagrany), oraz na drugiej gdzie trwa 5 minut i 20 sekund.
Nie zatrzymam się zostało zagrane także na urodzinowym koncercie zespołu w październiku 2006 roku w Krakowie.
Utwór Nie zatrzymam się trafił także na bootleg Ballady wydany w 1994 roku przez wytwórnię Starling S.A.
Utwór do dziś jest regularnie grany na koncertach zespołu.

Artur Gadowski o utworze "Nie zatrzymam się":
"To piosenka, która bardzo mocno związana jest z sytuacją, w jakiej byliśmy. Szczeliną między pierwszą płytą a nagrywaniem albumu "Mój dom". To nie najlepsze dla nas czasy. Mieliśmy w pamięci pierwszą płytę, która przeszła bez echa. Uważamy zresztą, że całkiem słusznie. To nie był najlepszy materiał. Jednak mimo wszystko bardzo chcieliśmy grać dalej i grać to, co lubimy, co nas kręci. Wtedy byliśmy w dołku ale wierzyliśmy, że kiedyś uda nam się zrobić coś naprawdę dobrego."
(Źródło: Miesięcznik Brum 1994 rok)

## Inne wersje
- Koncertowa wersja z płyty IRA Live z 1993 roku
- Akustyczna wersja z koncertu "Bez prądu" w studiu polskiego radia w Łodzi w kwietniu 1994 roku
- Koncertowa wersja z koncertu Live 15-lecie z września 2003 roku

## Twórcy
IRA
- Artur Gadowski – śpiew, chór
- Wojtek Owczarek – perkusja
- Piotr Sujka – gitara basowa, chór
- Kuba Płucisz – gitara rytmiczna
- Piotr Łukaszewski – gitara prowadząca

Produkcja
- Nagrywany: Kwiecień 1991 roku w Studio S-4 w Warszawie
- Producent muzyczny: Leszek Kamiński, IRA
- Realizator nagrań: Leszek Kamiński
- Aranżacja: IRA
- Tekst piosenki: IRA
- Sponsor zespołu: Firma Kontakt z Radomia
- Wytwórnia: Kontakt

## Notowania
| Pozycja | 32 | 28 | 5 | 4 | 1 | 2 | 3 | 4 | 2 | 3 | 3 | 3 | 8 | 5 | 6 | 9 | 13 | 11 | 18 | 23 |

- Utwór znajdował się na liście od 4 września 1992, do 22 stycznia 1993 roku. Łącznie na liście znajdował się przez 20 tygodni
- Podczas 554 notowania listy, 2 października 1992 roku utwór Nie zatrzymam się zajął pierwsze miejsce na liście